# João Reis
João Carlos Silva Reis, noto semplicemente come João Reis (Loulé, 24 giugno 1992), è un calciatore portoghese, difensore del Portimonense.

## Caratteristiche tecniche
È un terzino sinistro.

## Carriera
Cresciuto nel settore giovanile del Louletano, ha disputato due stagioni in Segunda Divisão dal 2011 al 2013 prima di trasferirsi al Farense, militante in LigaPro. Nel 2014 è passato al Chaves dove è rimasto per due anni prima di passare al Santa Clara. Nel 2018 si è trasferito al Tondela, militante in Primeira Liga.

## Statistiche
Statistiche aggiornate al 19 dicembre 2020.

### Presenze e reti nei club
| Stagione           | Squadra            | Campionato         | Campionato | Campionato | Coppe nazionali | Coppe nazionali | Coppe nazionali | Coppe continentali | Coppe continentali | Coppe continentali | Altre coppe | Altre coppe | Altre coppe | Totale | Totale | Totale |
| Stagione           | Squadra            | Comp               | Pres       | Reti       | Comp            | Pres            | Reti            | Comp               | Pres               | Reti               | Comp        | Pres        | Reti        | Pres   | Reti   |        |
| ------------------ | ------------------ | ------------------ | ---------- | ---------- | --------------- | --------------- | --------------- | ------------------ | ------------------ | ------------------ | ----------- | ----------- | ----------- | ------ | ------ | ------ |
| 2011-2012          | Louletano          | SD                 | 26         | 4          | CP              | 0               | 0               |                    | -                  | -                  |             | -           | -           | 26     | 4      |        |
| 2012-2013          | Louletano          | SD                 | 26         | 4          | CP              | 0               | 0               |                    | -                  | -                  |             | -           | -           | 26     | 4      |        |
| Totale Louletano   | Totale Louletano   | Totale Louletano   | 52         | 8          |                 | 0               | 0               |                    | -                  | -                  |             | -           | -           | 52     | 8      |        |
| 2013-2014          | Farense            | LdH                | 36         | 5          | CP+CdL          | 0+5             | 1               |                    | -                  | -                  |             | -           | -           | 41     | 6      |        |
| 2014-2015          | Chaves             | LdH                | 24         | 3          | CP+CdL          | 1+3             | 0+1             |                    | -                  | -                  |             | -           | -           | 28     | 4      |        |
| 2015-2016          | Chaves             | LdH                | 26         | 4          | CP+CdL          | 0+1             | 0               |                    | -                  | -                  |             | -           | -           | 27     | 4      |        |
| 2016-2017          | Santa Clara        | LdH                | 39         | 2          | CP+CdL          | 1+2             | 0               |                    | -                  | -                  |             | -           | -           | 42     | 2      |        |
| 2017-2018          | Santa Clara        | LdH                | 37         | 3          | CP+CdL          | 2+2             | 0               |                    | -                  | -                  |             | -           | -           | 41     | 3      |        |
| Totale Santa Clara | Totale Santa Clara | Totale Santa Clara | 76         | 5          |                 | 7               | 0               |                    | -                  | -                  |             | -           | -           | 83     | 5      |        |
| 2018-2019          | Tondela            | PL                 | 3          | 0          | CP+CdL          | 1+2             | 0               |                    | -                  | -                  |             | -           | -           | 6      | 0      |        |
| 2019-2020          | Tondela            | PL                 | 8          | 0          | CP+CdL          | 0               | 0               |                    | -                  | -                  |             | -           | -           | 8      | 0      |        |
| Totale Tondela     | Totale Tondela     | Totale Tondela     | 11         | 0          |                 | 3               | 0               |                    | -                  | -                  |             | -           | -           | 14     | 0      |        |
| 2020-2021          | Chaves             | SL                 | 9          | 0          | CP+CdL          | 0               | 0               |                    | -                  | -                  |             | -           | -           | 9      | 0      |        |
| Totale Chaves      | Totale Chaves      | Totale Chaves      | 59         | 7          |                 | 5               | 1               |                    | -                  | -                  |             | -           | -           | 64     | 8      |        |
| Totale carriera    | Totale carriera    | Totale carriera    | 234        | 25         |                 | 20              | 2               |                    | -                  | -                  |             | -           | -           | 254    | 27     |        |